# 사회주의의 역사
사회주의는 1789년 프랑스 혁명과 산업 혁명이 초래한 변화에 그 기원을 두고 있다. 초기사회주의의 창시자는 로버트 오언과 계몽주의에 영향을 받은 샤를 푸리에, 생시몽 등이지만 자본주의를 과학적으로 비판하고 유물론 체계를 한 사회주의 이론을 최초로 정립한 사람은 카를 마르크스이다. 카를 마르크스의 공산당 선언에서 제시된 '과학적 사회주의'는 1848년 카를 마르크스와 프리드리히 엥겔스에 의해 구체화되었고 유럽 전역에서 일어난 1848년 혁명을 촉발시키는 계기가 된다.
19세기 말 유럽에서 활동하던 사회 민주당은 마르크스주의를 통해 형성되었다. 1899년 퀸즐랜드 주 선거에서 승리한 오스트레일리아 노동당은 세계에서 최초로 선거를 통해 집권한 사회주의 정당이 되었다.

## 기원

### 고대
현대 사회주의와 개념적으로 관련된 사상과 정치적 전통은 고대와 중세에 그 기원을 두고 있다. 고대 이집트는 강력하고 통일된 신권 국가를 갖고 있었는데, 신전 시스템과 함께 대규모 노동 프로젝트에 농민을 고용하고 어려운 시기에 대중에게 곡물을 분배하는 곡물 창고와 같은 경제의 핵심 부분을 소유했다. 이러한 정부 체제는 때때로 "신권적 사회주의"로 지칭되지만, 이 이데올로기와 마르크스주의 사회주의 이론을 구별하는 것은 중요하다.
고대 그리스에서는 개인 소유의 재산이 그리스 경제 및 사회 생활의 기본 요소이자 사회의 일부로 인정되었지만, 여전히 도시나 폴리스의 필요가 개인 자산 소유자와 그의 가족의 필요보다 항상 중요하다고 이해되었다. 고대 그리스인들은 또한 코이노니아 관습을 통해 자신의 부와 재산을 다른 시민들과 자발적으로 공유하고, 채무자의 빚을 탕감하고, 무보수 공무원 역할을 수행하고, 기타 친사회적 활동에 참여하도록 장려했다. 이러한 코이노니아 개념은 다양한 방식으로 표현되었다. 고대 그리스 전역에서 스파르타의 과두제부터 타렌툼에 이르기까지 가난한 사람들은 공동 소유한 모든 재산에 접근할 수 있었다. 또 다른 고대 그리스 관습인 레이투르기아(leitourgia)는 지역 사회의 가장 부유한 구성원이 국가에 직접 자금을 조달하게 하는 결과를 가져왔다. 기원전 5세기 후반에는 그리스에서 공동 소유권에 대한 보다 급진적인 개념이 설명되었다. 아마도 이에 대한 응답으로 아리스토파네스는 기원전 4세기 초 희곡 <민회의 여인들>을 썼는데, 이 희곡은 고전 아테네에서 이미 친숙했던 공산주의, 평등주의, 여성 정치적 개념을 패러디했다. 연극에서 아테네 여성들은 아테네 정부를 장악하고 모든 사유 재산을 금지하는 것으로 묘사된다. 프락사고라(Praxagora)라는 인물이 말했듯 "나는 토지, 돈, 모든 사유 재산을 모두에게 공통으로 만드는 것부터 시작하겠습니다." 이후 플라톤은 스파르타와 유사하게 공동 생활을 하는 사회 상층 엘리트 사이의 재산의 공동 분배를 주장하는 <국가론>을 썼다.
기원전 3세기 인도 마우리아 제국의 첫 번째 황제 찬드라 굽타의 통치 하에 경제 및 정치 고문 차나키야의 도움을 받은 경제는 "사회화된 군주제", "일종의 국가 사회주의"로 묘사되었다. 제국은 세계 최초의 복지 국가다. 마우리아 제도에서는 토지에 대한 개인 소유가 없었다. 모든 토지와 노동계급인 수드라가 바친 공물은 황제가 소유했기 때문이다. 그 대가로 황제는 노동자들에게 농산물, 동물, 종자, 도구, 공공 기반 시설을 제공하고 위기 상황에 대비해 비축해 놓은 식량을 공급했다.

### 페르시아와 이슬람 세계
이란에서는 성직자이자 정치 개혁가인 마즈다크(서기 524년 또는 528년경 사망)가 사산 왕조 페르시아의 조로아스터교 맥락에서 종교적 기반의 사회주의 또는 원시 사회주의 체제를 설교하고 제정했다. 무함마드의 동료인 아부 다르 알 기파리(Abū Dharr al-Ghifārī)는 무함마드 샤르카위(Muhammad Sharqawi)와 사미 아야드 한나(Sami Ayad Hanna)와 같은 일부 학자들에 의해 이슬람 사회주의의 창시자로 여겨진다.  그는 우스만 칼리프 통치 기간 동안 지배계급의 부 축적에 반대하고 부의 공평한 재분배를 촉구했다. 최초의 칼리프인 아부 바크르는 최저 소득 보장 기준을 도입하여 각 남성, 여성, 어린이에게 매년 10디르함을 지급했다. 이는 나중에 20디르함으로 인상되었다.

### 계몽주의 시기
현대 사회주의의 기초는 주로 계몽주의 시대와 이에 따른 자유주의의 발흥, 산업 혁명에서 비롯된다. 몽테스키외, 볼테르, 루소와 같은 프랑스 철학자들과 아담 스미스, 임마누엘 칸트와 같은 유럽 지식인들은 정부의 전통적인 범위, 정책, 성격을 비판하면서 개혁을 통해 특권 엘리트만이 아닌 사회 전체에 이익이 되는 변화가 이루어질 수 있다고 믿었다. 이러한 계몽주의 사상가들은 일반적으로 정부 개입과 관련된 목표를 완화하여 정부가 개인에 대한 통제를 제한해야 한다고 제안했다. 이는 일반적으로 동시대의 자유방임 경제 시스템과 연관된 믿음이다. 부의 재분배와 사유 재산의 폐지를 통해 사회 불평등을 해결하기 위한 계획을 수립한 프랑스 작가 장 멜리에, 에티엔느 가브리엘 모렐리, 가브리엘 보노 드 마블리와 같은 일부 사상가들은 다르게 봤다. 프랑스 계몽주의 철학자 콩도르세 후작은 사유 재산의 존재에 반대하지 않았지만, 사회가 겪는 고통의 주요 원인은 하층민의 토지와 자본 부족이라고 믿었고, 따라서 현대 사회 안전망과 유사한  가장 취약한 사람을 보호하는 정책을 지지했다.
18세기 후반 영국의 산업화 경제의 불평등에 대응하여 토머스 스펜스와 토머스 페인 같은 영국 팜플렛 작성자와 선전가들은 사회 개혁을 옹호하기 시작했다. 이미 1770년대에 스펜스는 토지의 공동 소유, 분권화된 정부의 민주적 운영, 특히 어머니와 어린이를 위한 복지 지원을 요구했다. 그의 견해는 1775년작 Land Every One's Right와 1796년작 The Meridian Sun과 같은 자체 출판 팜플렛에 자세히 설명되어 있다. 페인은 그의 팜플렛 Agrarian Justice에서 가난한 사람들의 필요를 충족시키기 위해 부동산 소유자에게 세금을 부과하는 세부 계획을 제안했다. 사회적 평등과 민주주의에 대한 헌신으로 인해 콩도르세와 페인은 사회민주주의의 기원으로 볼 수 있다. 찰스 홀은 The Effects of Civilization on the People in European States(1805)를 저술하여 당시 가난한 사람들에게 자본주의가 미친 영향을 비판했다. 1789년 프랑스 혁명 이후 10년의 혁명 이후 시대에 프랑수아노엘 바뵈프 및 필리포 부오나로티와 같은 활동가와 이론가들은 나중에 초기 프랑스 노동 운동과 사회주의 운동에 영향을 미칠 평등주의 사상을 퍼뜨렸습니다. 바뵈프, 실뱅 마레샬, 레티프 드 라 브르통느의 견해는 특히 혁명적 사회주의와 현대 공산주의라는 새로운 개념의 기초를 형성했다. 이들과 같은 사회 비평가들은 산업 혁명의 지나친 빈곤과 불평등을 비판하고, 부의 평등한 분배와 사유 재산이 폐지되고 생산 수단을 집단적으로 소유하는 사회로의 전환과 같은 개혁을 옹호했다.

### 근대
사회주의라는 용어는 19세기에 파생되었다. 영국에서는 감리교(Methodist Church) 노동 공동체를 구상하던 로버트 오언을 따르는 이들이 1827년 자신들을 설명하는 데에 처음 사용하였으며, 프랑스에서는 1832년 이상적 사회주의자로 불리는 앙리 드 생시몽의 이념을 따르는 이들과 신백과사전의 저자 피에르 르루와 장 레노 등이 사용하였다.
그 후 이 용어는 사회주의자들과 그의 비난자들이 폭넓게 활용하였다. 사회주의 단체들 사이에 이견은 존재하나 이들은 대체적으로 19세기와 20세기 산업·농업 노동자들의 투쟁사를 공유하고 있으며, 연대의 원칙과, 소수가 아니라 폭넓은 대중에게 유리한 경제 체제가 근간이 되는 평등한 사회를 부르짖는다는 것에 합의를 본다.
마르크스주의(Marxism) 이론에서 사회주의는 자본주의를 대체할 다음 단계이며 프롤레타리아에 대한 계급 억압이 차츰 약해짐에 따라 최종적으로 공산주의로 발전한다. 마르크스주의와 공산주의는 둘 다 사회주의의 한 계열이다.

## 같이 보기
- 미국 사회주의의 역사
- 대한민국 사회주의의 역사